# Cosmoteandrismo
Cosmoteandrismo è il termine usato da Raimon Panikkar, filosofo catalano-indiano, per descrivere la propria visione della realtà, secondo la quale ogni ente reale è costituito da un insieme indissolubile di coscienza, di libertà (o di infinità) e di materialità.
Il termine, equivalente a theanthropocosmic, deriva dall'aggiunta della parola cosmo- a «teandrismo», che nell'etimologia greca significa l'unione di dio e uomo (theos + andros, o anche anthropos), a indicare che le dimensioni di Dio, Uomo e Cosmo non possono essere comprese senza un reciproco rimando.
Questi tre mondi cioè, pur distinguibili e gerarchicamente ordinabili, non sono separabili: ne risulta l'impossibilità di parlare di un uomo che non abbia un corpo materiale, o di un Dio autosussistente, privo di qualsiasi corporeità e di qualsiasi rapporto con il mondo.

## La realtà unica e multiforme
Questa proposta tenta di superare la pretesa monistica di ridurre tutta la realtà ad un'unica sostanza (si pensi a Spinoza, o all'identificazione parmenidea tra essere e pensare), e al contempo di non ricadere nell'alternativa dualistica di fratturare la realtà in più sostanze indipendenti (si pensi a Cartesio).
Per Panikkar, la realtà è unica e multiforme, e non può essere ridotta né ad un solo modo di pensare, di parlare, di essere, né ad una opposizione tra fazioni in eterna incomprensione e lotta.

Panikkar evidenzia che non si tratta di un'idea originale bensì di una rappresentazione della realtà (in termini di tre mondi) che si è costantemente ripresentata nella storia del pensiero, in quasi tutte le culture (al di là del fatto che, a seconda della diverse mentalità, la triade assumesse la fisionomia di cielo-terra-inferi, passato-presente-futuro o Dei-uomini-Mondo).
Più nel dettaglio, ogni essere, dalla più semplice particella di materia al più complesso organismo dotato di autocoscienza, presenta tutte e tre le caratteristiche: così anche la pietra mostra l'appartenenza, oltre che ovviamente all'ambito della materialità, a quello del pensiero (se non vi fosse in qualche modo connessa, non sarebbe neanche pensabile) e a quello della libertà (o divinità, o infinità, come sembra attestato - oltre che dalla scienza moderna - dal fatto che la materia conserva a tutti i livelli la capacità di stupirci e di mostrare aspetti sempre nuovi ed imprevedibili).

### Anima mundi
Per questo motivo (e specificamente per il fatto che il pensiero, nonostante tutti gli sforzi - non del tutto infruttuosi - di spingersi sempre più in profondità nella conoscenza delle cose, segni il passo e sia costretto ad ammettere che le profondità che scopre si rivelano sempre più profonde) il cosmoteandrismo afferma che il pensiero non è tutto, così come non lo è la materia, e che il pensare e l'essere non sono identici (ricordando tuttavia che non si dà l'uno senza l'altro).
In definitiva, va recuperata qui l'idea classica di anima mundi (di cui parlano anche Platone, Plotino, Marsilio Ficino), per la quale il mondo è un organismo vivente e tutto è essenzialmente legato a tutto il resto. Per Ficino, in particolare, la terra è un animale vivo, perché da ogni parte genera esseri viventi: «Chi è sì semplice che dica la parte vivere, e il tutto non vivere? Vive adunque tutto il corpo del Mondo. [...] Chi negherà viver la Terra, e la Acqua, le quali danno vita agli animali generati da loro?».